# Pretty Handsome Awkward
Pretty Handsome Awkward är The Useds singel från albumet Lies For The Liars. Låten sägs handla om Gerard Way, frontmannen i My Chemical Romance. När The Used släppte singeln sa Bert McCracken, (The Used's sångare) att låten handlar om någon med blont hår (Gerard Way hade då färgat håret vitt).